# Vieite (La Coruña)
Vieite (en gallego y oficialmente, Bieite) es una aldea española situada en la parroquia de Boimorto, del municipio de Boimorto, en la provincia de La Coruña, Galicia.

## Demografía
| Gráfica de evolución demográfica de Vieite entre 2000 y 2018 |
|                                                              |
| Datos según el nomenclátor publicado por el INE.             |